# Merlin Mann
Merlin Dean Mann III, född 26 november 1966 i Cincinnati, Ohio, USA, fil.kand. (New College of Florida) är en författare och bloggare mest känd för sin webbplats 43 Folders . Mann bor i San Francisco, Kalifornien med sin fru och dotter.

## Författarskap
Förutom 43 Folders är Mann upphov till artiklar publicerade i tidskrifterna Macworld, Make och Popular Science.  Han är också känd för sitt arbete med  Quicksilver, ett program för snabbkommandon via tangentbordet i Mac OS samt med The Omni Groups OmniFocus. Förespråkande av David Allens produktivitetsmetodologi Getting Things Done är ett ofta återkommande tema i Manns uppträdanden och skrift.
Hans verk präglas ofta av humoristiska hänvisningar till anglosaxisk populärkultur och livsstil, vilket också dominerar hans inlägg  på mikrobloggtjänsten Twitter samt i andra bloggar som Kung Fu Grippe  och 5ives .

## Podcasting och radio
Mann har för närvarande två aktiva podradioprojekt. Back to Work om produktivitet, arbete m.m. med Dan Benjamin och Roderick on the Line med musikern John Roderick.
Mann är sedan våren 2007 en aktiv medarbetare i poddradio- och bloggprojektet You Look Nice Today , ett humoristiskt sketch- och diskussionsprogram som fokuserar sig på bland annat populärkultur och pinsammare aspekter av den mänskliga tillvaron. I januari 2009 inleddes serien Quotidian Public Radio som parodiskt beskriver klichéer inom seriös public service-radio. Mann har även förekommit även som gäst i flera podradioprogram, bland andra CBC:s Spark, The ProfHacker Podcast, Scruffy Thinking, CMD+SPACE och The Conversation.